# 纓蝠屬
纓蝠屬（学名：Rhynchonycteris），哺乳綱、翼手目、鞘尾蝠科的一屬，而與纓蝠屬（纓蝠）同科的動物尚有囊喉墓蝠屬（囊喉墓蝠）、銀線蝠屬（大銀線蝠）、兜翼蝠屬（大兜翼蝠）、暗鞘尾蝠屬（暗鞘尾蝠）等之數種哺乳動物。

## 下属物种
- 缨蝠 (尖長鼻蝠) - Rhynchonycteris naso (Proboscis bat)